# Crédit Lyonnais Building
El Crédit Lyonnais Building (también conocido como el Crédit Agricole CIB Building, y antes como el J.C. Penney Building) es un rascacielos de 186 metros en Manhattan, Nueva York. Se encuentra en el número 1301 de la Avenida de la América, entre las calles 52 y 53. Fue construido por la empresa Uris Buildings Corporation y diseñado por la firma Shreve, Lamb & Harmon Associates.